# Saint-Jean-de-la-Ruelle
Saint-Jean-de-la-Ruelle település Franciaországban, Loiret megyében. Lakosainak száma 16 608 fő (2022. január 1.). Saint-Jean-de-la-Ruelle Saran, La Chapelle-Saint-Mesmin, Ingré, Orléans és Saint-Pryvé-Saint-Mesmin községekkel határos.

## Népesség
A település népessége az elmúlt években az alábbi módon változott:
| Lakosok száma | 12 620 | 17 062 | 16 335 | 16 414 | 16 488 | 16 365 | 16 273 | 16 411 | 16 570 | 16 608 |
|               | 1968   | 1982   | 1990   | 2006   | 2013   | 2015   | 2017   | 2019   | 2020   | 2022   |